# Nazionale maschile di calcio della Costa d'Avorio
La nazionale di calcio della Costa d'Avorio è la rappresentativa nazionale calcistica della Costa d'Avorio ed è posta sotto l'egida della Fédération Ivoirienne de Football. I suoi calciatori sono soprannominati Les Éléphants (gli elefanti).
È tra le nazionali africane storicamente più quotate. Nella sua bacheca figurano 3 Coppe d'Africa (1992, 2015 e 2023) e 3 Coppe CEDEAO. Alla fase finale della Coppa d'Africa conta venticinque partecipazioni: solo l'Egitto ha fatto meglio. Ha partecipato, inoltre, a tre fasi finali del campionato del mondo (2006, 2010 e 2014), uscendo sempre al primo turno.
Nella graduatoria FIFA, in vigore dall'agosto 1993, il miglior posizionamento raggiunto dalla Costa d'Avorio è stato il 12º posto nel febbraio 2013, mentre il peggiore è stato il 75º posto di marzo 2004. Occupa il 49º posto della graduatoria.

## Storia

### Esordi
La federcalcio ivoriana fu fondata nel 1960 e divenne membro della CAF nel 1961. Nel 1964 ottenne l'affiliazione alla FIFA.
La prima squadra nazionale della Costa d'Avorio esordì il 13 aprile 1960, tre mesi prima dell'indipendenza ufficiale del paese (7 agosto), in occasione dei Giochi dell'amicizia organizzati ad Antananarivo (Madagascar). Gli elefanti sconfissero la vicina rappresentativa del Dahomey, oggi noto come Benin, per 3-2. Nel 1961 la squadra giunse in finale ai Giochi dell'amicizia e fu sconfitta per 3-2 dalla nazionale francese dilettanti. In quel torneo, il 27 dicembre, la Costa d'Avorio fece registrare la più larga vittoria della sua storia, battendo per 11-0 la Rep. Centrafricana.

### Anni 1960
La Costa d'Avorio si inserì bene nel panorama calcistico africano, potendo contare su un buon parco giocatori, ma i risultati non furono brillanti: gli Elefanti in trent'anni raggiunsero al massimo qualche semifinale in Coppa d'Africa. Più precisamente, raggiunsero due volte il terzo posto e una volta il quarto nel periodo tra il 1965 ed il 1970, entrando poi in un lungo periodo di crisi fino al 1986, quando tornarono sul podio.
Alla metà degli anni 1960 la Costa d'Avorio partecipò per la prima volta alle eliminatorie per la Coppa d'Africa e si qualificò per l'edizione del 1965 in Tunisia vincendo il girone di qualificazione con Liberia e Congo-Léopoldville. Nella fase finale batté per 3-0 il Congo-Léopoldville e fu sconfitta per 4-1 dal Ghana, la migliore squadra africana dell'epoca, finendo così seconda nel proprio girone. Nella finale di consolazione la selezione di Alphonse Bissouma Tapé sconfisse per 1-0 il Senegal, piazzandosi terza nel torneo. L'ivoriano Eustache Manglé fu capocannoniere della manifestazione (3 gol) ex aequo con due ghanesi.
Nel 1968, in Etiopia, gli ivoriani confermarono il terzo posto di tre anni prima, sconfitti nuovamente dal Ghana in semifinale (4-3) e vittoriosi (1-0) nella finalina con l'Etiopia.

### Anni 1970
Fu ancora il Ghana, in semifinale (2-1), ad eliminare gli ivoriani nella Coppa d'Africa 1970 in Sudan. La Costa d'Avorio si piazzò poi quarta perdendo per 1-0 la finale di consolazione contro la Rep. Araba Unita (oggi Egitto). Laurent Pokou fu capocannoniere del torneo con ben 8 gol.
Malgrado i buoni risultati continentali, la federcalcio ivoriana non iscrisse la nazionale né alle eliminatorie per il campionato del mondo 1966 né a quelle per il campionato del mondo 1970. La Costa d'Avorio andò vicina a qualificarsi per il campionato del mondo 1974. Battute Sierra Leone e Tunisia, si arrese al Marocco nell'estate 1973.
Il 2 maggio 1971 gli elefanti subirono la più larga sconfitta della propria storia, perdendo per 6-2 contro il Ghana. Qualche mese dopo fallirono per la prima volta la qualificazione alla Coppa d'Africa. Nella Coppa d'Africa 1974 furono eliminati al primo turno, dopo due sconfitte contro Zambia (1-0) ed Egitto (2-0) inframmezzate dal pareggio contro l'Uganda (2-2).
Il 6 luglio 1974 la Costa d'Avorio perse per 5-1 contro il Malawi, sconfitta che ad oggi è una delle quattro peggiori subite dagli ivoriani.
La squadra non si qualificò per la Coppa d'Africa 1976, eliminata dal Rep. del Congo per la regola dei gol fuori casa, e durante le eliminatorie della Coppa d'Africa 1978, malgrado avesse eliminato l'Alto Volta (oggi Burkina Faso), fu squalificata prima del match con il Mali per aver schierato un calciatore che non poteva giocare. Fu battuta ed eliminata dalla Nigeria nelle qualificazioni al campionato del mondo 1978.

### Anni 1980
Gli anni 1980 si aprirono male. La Costa d'Avorio fu eliminata al primo turno della Coppa d'Africa 1980 (sconfitta contro l'Egitto, pareggi contro Nigeria e Tanzania) e non si iscrisse né alle eliminatorie per la Coppa d'Africa 1982 né a quelle per il campionato del mondo 1982.
Si piazzò terza nella Coppa dell'Africa occidentale del 1983 e del 1984. Nel 1983 e nel 1987 si aggiudicò la Coppa CEDEAO, torneo in cui giunse seconda nel 1985.
Qualificata d'ufficio alla Coppa d'Africa 1984 in quanto paese organizzatore, fu eliminata al primo turno dopo due sconfitte contro Camerun ed Egitto. Nella Coppa d'Africa 1986, guidata dall'argentino Pancho González, arrivò una medaglia di bronzo nell'edizione giocata in Egitto, con Abdoulaye Traoré tra i migliori marcatori del torneo.
La Costa d'Avorio fallì poi l'accesso al campionato del mondo 1986 e non superò il primo turno nella Coppa d'Africa 1988, eliminata ai tiri di rigore dall'Algeria.

### Anni 1990
Non qualificatasi per il campionato del mondo 1990, fu estromessa al primo turno della Coppa d'Africa 1990 (3-1 contro l'Egitto, 0-3 contro l'Algeria, 0-1 contro la Nigeria). Terza nell'edizione del 1990 della Coppa della CEDEAO, vinse il trofeo nel 1991.
Nella Coppa d'Africa 1992 la nazionale ivoriana del CT Martial Yeo si aggiudicò il primo trofeo della sua storia. Inserita in girone con i detentori del titolo, gli algerini, la Costa d'Avorio esordì proprio contro di loro, sconfiggendoli con un netto 3-0, mentre un successivo pareggio con il Congo garantì il passaggio del primo turno. Nella fase ad eliminazione diretta gli ivoriani si imposero dapprima sullo Zambia per 1-0 e poi ai tiri di rigore contro il favorito Camerun. Approdarono così per la prima volta in finale, dove l'avversario fu il Ghana di Abedi Pelé, battuto ai tiri di rigore nella finale giocata allo stadio dell'Amicizia di Dakar, in Senegal, dopo un estenuante 11-10 dal dischetto. Il portiere Alain Gouaméné diventò l'eroe della finale, parando l'ultimo rigore ghanese.
Nell'ottobre 1992 gli elefanti furono invitati a partecipare alla prima edizione della Confederations Cup, conosciuta allora come Coppa re Fahd. I campioni d'Africa furono sconfitti dall'Argentina di Gabriel Batistuta (4-0), campione del Sud America, e dagli Stati Uniti, campioni del Nord e Centro America (5-2).
Persa la qualificazione al campionato del mondo 1994 per una differenza reti sfavorevole rispetto a quella della Nigeria, la Costa d'Avorio fu eliminata ancora dalla Nigeria nella semifinale della Coppa d'Africa 1994 in Tunisia e giunse terza in quest'ultimo torneo battendo nella finale di consolazione il Mali (3-1).
Nelle successive quattro edizioni della Coppa d'Africa la Costa d'Avorio ottenne come miglior risultato solo i quarti di finale (nel 1998, sconfitta contro l'Egitto ai rigori).

### Anni 2000

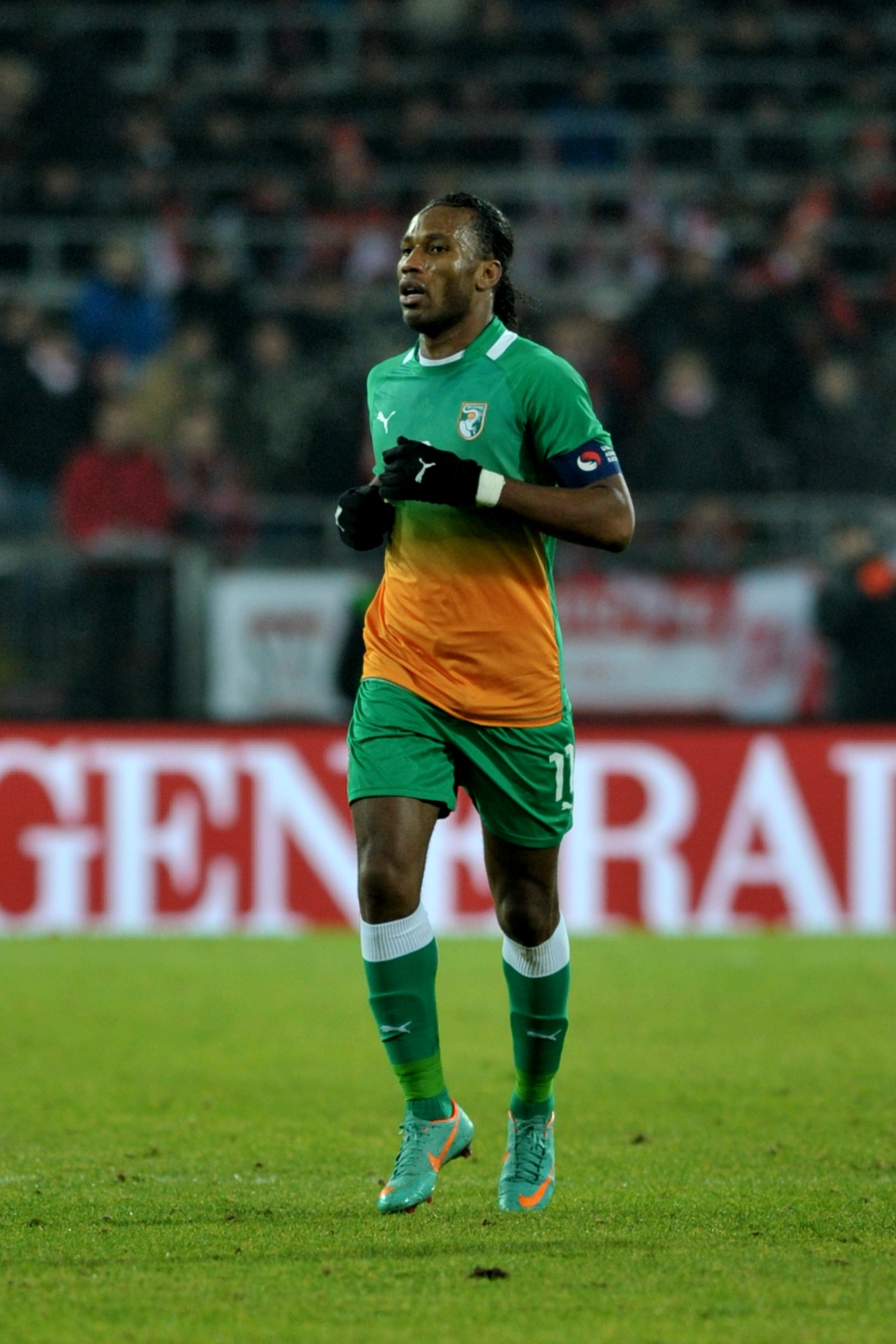
Didier Drogba, miglior marcatore della nazionale ivoriana

Gli anni 2000 si aprirono con un'eliminazione al primo turno nella Coppa d'Africa 2000 e nella Coppa d'Africa 2002 e la mancata qualificazione al campionato del mondo 2002 (la Costa d'Avorio si piazzò seconda nel girone eliminatorio, a cinque lunghezze dalla Tunisia). La nazionale fu poi assente dalla Coppa d'Africa 2004 (seconda nel girone eliminatorio a tre lunghezze dal Sudafrica).
Quindici anni dopo il primo titolo continentale (1992) la Costa d'Avorio ricostruì una squadra competitiva attorno a talenti quali i fratelli Kolo e Yaya Touré, Didier Zokora, Didier Drogba. Vincitrice dei Jeux de la Francophonie 2005, la nazionale degli elefanti, guidata da Henri Michel, l'8 ottobre 2005 si qualificò per la prima volta nella sua storia alla fase finale di un mondiale, a spese di Camerun ed Egitto.
Nella Coppa d'Africa 2006 giocata in Egitto la Costa d'Avorio conquistò il secondo posto alle spalle dei padroni di casa, vincitori per 4-2 dopo i tiri di rigore nella finale del 10 febbraio 2006 disputata al Cairo. In precedenza aveva superati ai quarti di finale il Camerun (12-11 ai tiri di rigore) e in semifinale la Nigeria.

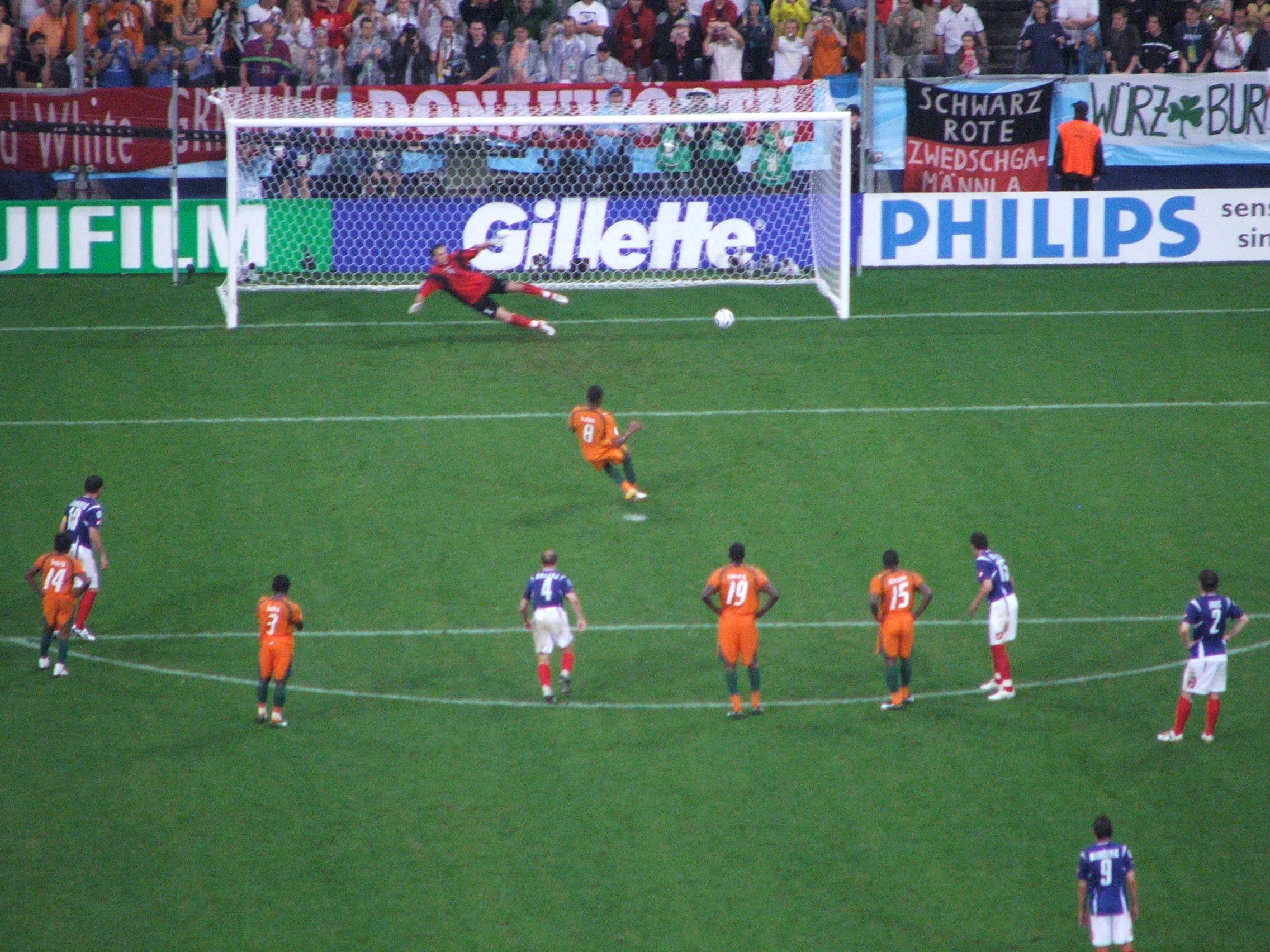
Bonaventure Kalou segna il rigore contro la Serbia ai mondiali del 2006.

Presente a Germania 2006, fu inserita nel cosiddetto gruppo della morte insieme ad Argentina, Paesi Bassi e Serbia e Montenegro. Perse la prima partita contro l'Albiceleste (2-1) e, con lo stesso risultato, la seconda, contro gli oranje. Vinse l'ultima gara del girone, contro la Serbia e Montenegro, con il punteggio di 3-2. Nonostante l'immediata eliminazione, l'esperienza degli ivoriani fu comunque positiva: la nazionale espresse un buon calcio e mise in difficoltà due grandi squadre come Argentina ed Olanda.
Nella Coppa d'Africa 2008 giocata in Ghana fu eliminata in semifinale dopo la sconfitta contro l'Egitto per 4-1, in una riedizione della finale di due anni prima.
Il 10 ottobre 2009, con un turno d'anticipo, ottenne la qualificazione al mondiale 2010 in Sudafrica. Ai mondiali, gli Elefanti furono inseriti nel girone con il Brasile, il Portogallo e la Corea del Nord, e finirono terzi.

### Anni 2010
A tre mesi dai mondiali, il 27 febbraio 2010, il CT Vahid Halilhodžić fu esonerato. Al suo posto fu chiamato il francese Philippe Troussier, che tornò così alla guida della nazionale a distanza di 16 anni, ma fu allontanato dopo un solo mese per essere sostituito da Sven-Göran Eriksson.
In Sudafrica, dopo lo 0-0 all'esordio contro i lusitani e la sconfitta coi brasiliani, gli africani batterono per 3-0 i nordcoreani, ma furono eliminati perché il Portogallo, pareggiando col Brasile, terminò il girone a 5 punti. Tra l'altro la migliore differenza reti del Portogallo, che vantava un +7 dovuto alla goleada rifilata nel turno precedente proprio alla nazionale asiatica, sarebbe stata difficilmente sormontabile dagli ivoriani, anche nel caso di sconfitta dei lusitani.
Passata nelle mani di François Zahoui dopo il mondiale sudafricano, nella Coppa d'Africa 2012 la Costa d'Avorio giunse in finale battendo Sudan, Burkina Faso e Angola nella fase a gironi e Guinea Equatoriale e Mali tra quarti di finale e semifinale. Nell'atto conclusivo perse ancora ai tiri di rigore, questa volta contro lo Zambia, senza avere mai subito una rete in sei partite.
Nel maggio 2012 la conduzione tecnica fu affidata a Sabri Lamouchi. Nelle eliminatorie della Coppa Africa 2013 la squadra riuscì a centrare la qualificazione alla fase finale del torneo a discapito del Senegal, battendolo per 4-2 in casa e per 3-0 fuori casa (quest'ultima partita fu vinta a tavolino, visto che sugli spalti i tifosi senegalesi diedero vita ad una vera e propria rivolta dopo la seconda rete di Drogba). Nella fase finale della competizione gli ivoriani si arresero ai quarti di finale contro la Nigeria, poi vincitrice del torneo.

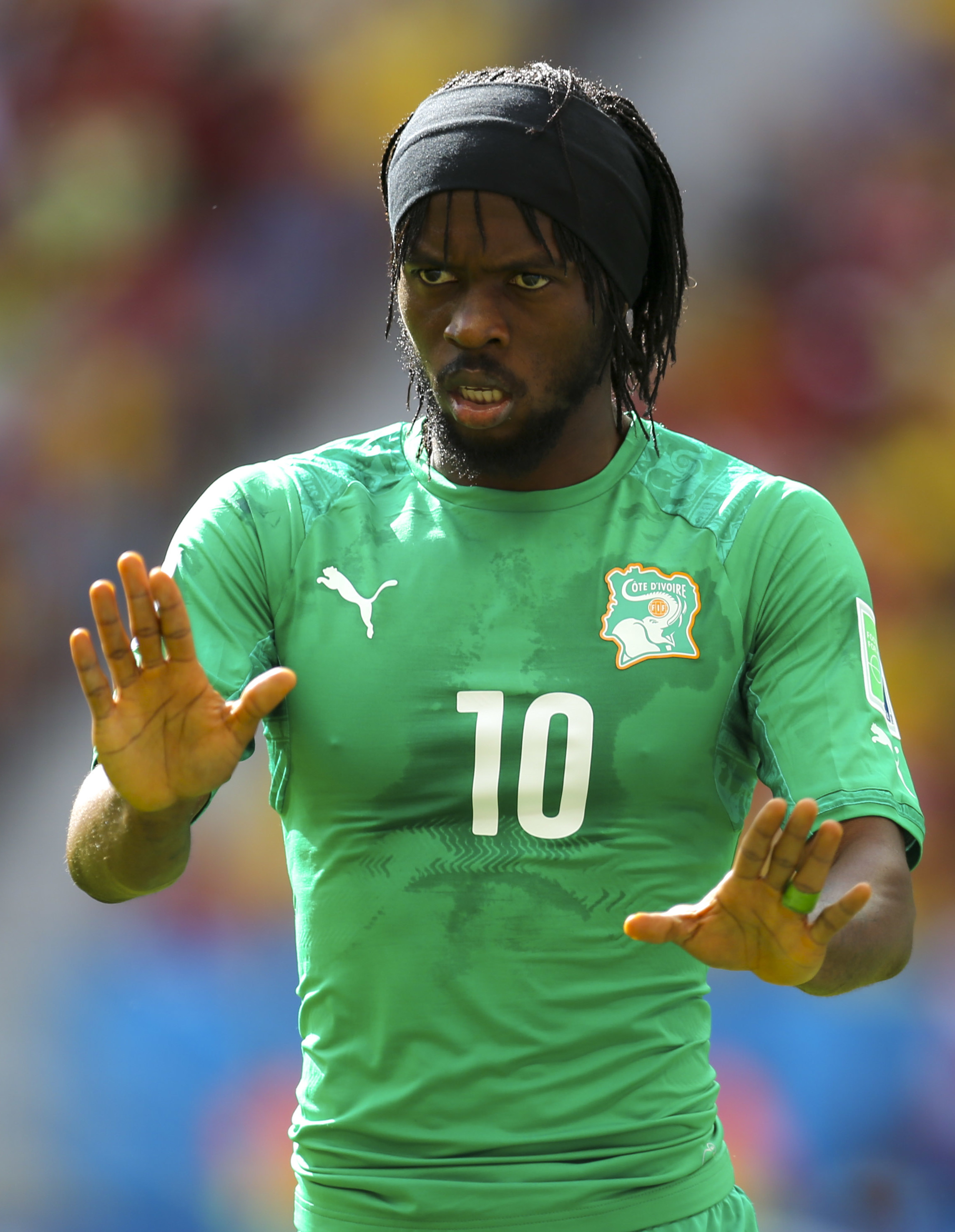
Gervinho, autore di due gol ai Mondiali 2014.

Qualificatasi per il mondiale di Brasile 2014, la Costa d'Avorio fu inserita nel gruppo C con Colombia, Grecia e Giappone. Non riuscì a superare il primo turno, classificandosi terza nel raggruppamento, dopo la vittoria contro i nipponici (2-1) e le sconfitte contro i cafeteros e gli ellenici (entrambe per 2-1).

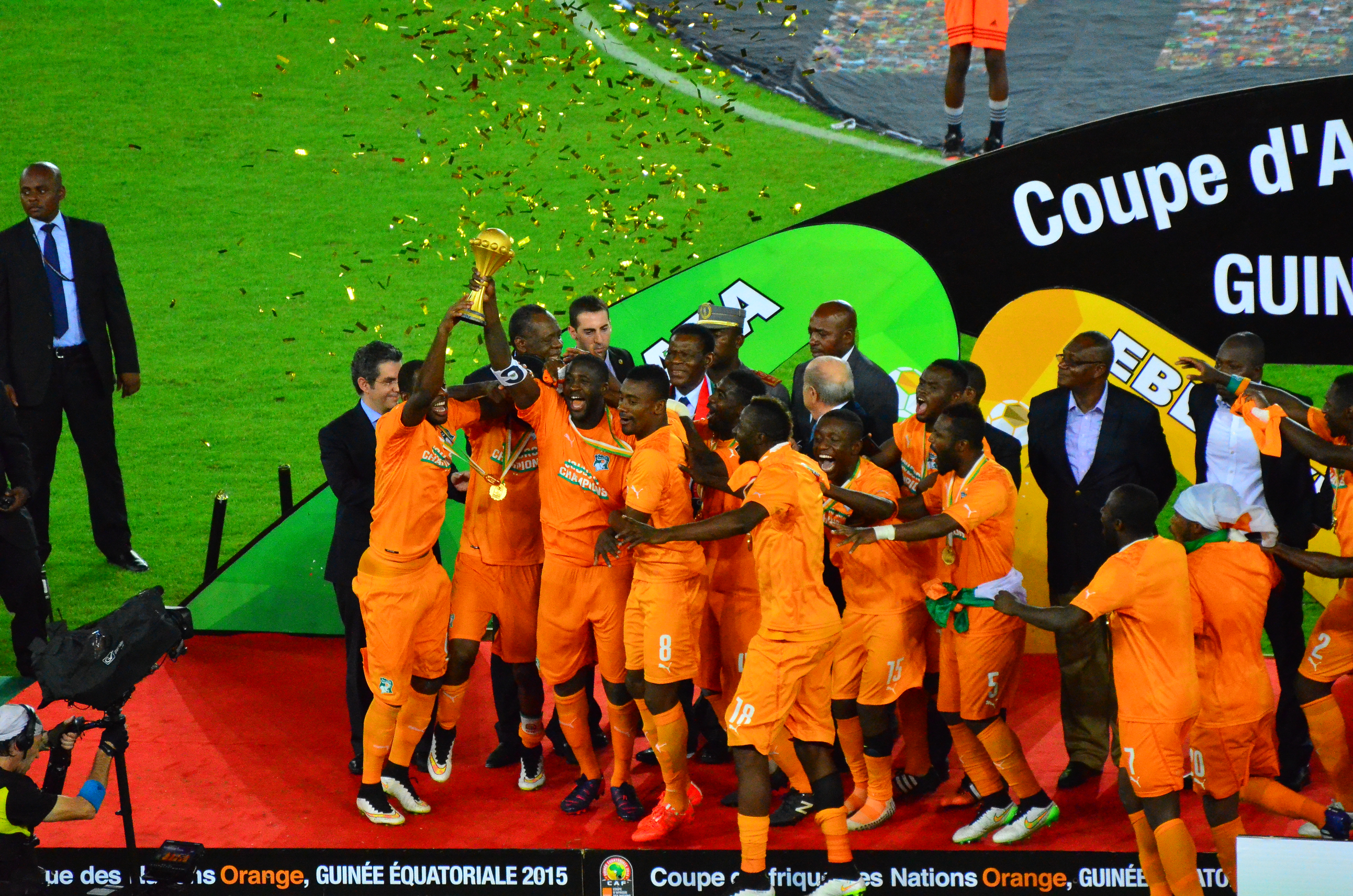
Il trionfo degli Elefanti nella.

Passati sotto la guida di Hervé Renard, nel 2015 gli elefanti vinsero il loro secondo alloro continentale dopo quello conquistato nel 1992. Dopo aver chiuso in testa il girone, grazie ai due pareggi con il Mali e la Guinea e alla vittoria sul Camerun, gli ivoriani superarono l'Algeria ai quarti di finale con un netto 3-1, stesso risultato con cui batterono la RD del Congo in semifinale. La vittoria aprì alla squadra di Renard le porte della finale dell'8 febbraio all'Estadio de Bata, contro il Ghana. Durante i 90 minuti regolamentari e i 30 supplementari il risultato della gara rimase fermo sullo 0-0, costringendo così le due nazionali a sfidarsi ai rigori. Dopo aver iniziato nel peggiore dei modi andando sotto per 2-0, grazie all'eroe di giornata, il portiere Boubacar Barry, pervennero al pareggio, chiudendo la serie dei 5 tiri sul risultato di 3-3 e a vincere la coppa all'undicesimo rigore proprio grazie alla parata e alla seguente marcatura dello stesso Barry.
Il cammino nella Coppa d'Africa 2017 si concluse, per la Costa d'Avorio di Michel Dussuyer, clamorosamente già al primo turno, dopo due pareggi (0-0 contro il Togo e 2-2 contro la RD del Congo) e una sconfitta (1-0 contro il Marocco). Al termine del torneo il CT lasciò l'incarico.
Il belga Marc Wilmots, subentrato il 21 marzo 2017, non riuscì a condurre gli ivoriani alla fase finale del campionato del mondo 2018. Decisiva fu, nel novembre 2017, la sconfitta subita ad Abidjan nell'ultima gara del girone di qualificazione (0-2), contro il Marocco, che relegò gli ivoriani al secondo posto nel girone, a quattro lunghezze dai marocchini qualificati. Qualche giorno dopo Wilmots si dimise.
Il 2 luglio 2018 si insediò panchina ivoriana il CT Ibrahim Kamara, sotto la cui guida la squadra si qualificò alla Coppa d'Africa 2019 grazie al secondo posto nel girone vinto dalla Guinea, davanti a Rep. Centrafricana e Ruanda. Nella fase finale, in Egitto, la squadra ottenne due vittorie, contro il Sudafrica (1-0) e Namibia (4-1), inframmezzate dalla sconfitta contro il Marocco (1-0), superando così il girone come seconda classificata. Agli ottavi di finale eliminò il Mali (1-0), per poi essere eliminata ai quarti dall'Algeria (1-1 (dts), 4-3 (dtr)).

### Anni 2020
Qualificatisi alla Coppa d'Africa 2021 vincendo il girone eliminatorio, gli ivoriani, allenati dal novembre 2020 dal francese Patrice Beaumelle, vinsero anche il girone di prima fase ottenendo due vittorie, contro Guinea Equatoriale (1-0) e Algeria (3-1), inframmezzate dal pareggio contro la Sierra Leone (2-2), poi vennero eliminati dall'Egitto agli ottavi di finale (0-0 dopo i tempi supplementari e 5-4 ai tiri di rigore).
Nel novembre 2021 la Costa d'Avorio fallì la qualificazione al campionato del mondo 2022, a causa della sconfitta all'ultima giornata delle qualificazioni contro il Camerun, che così ottenne un posto nella rassegna.
Nel maggio 2022 si insediò sulla panchina della nazionale ivoriana il CT francese Jean-Louis Gasset, con cui la Costa d'Avorio si presentò da padrona di casa alla Coppa d'Africa 2023, tenutasi nel gennaio dell'anno dop. Dopo la vittoria per 2-0 nella partita inaugurale contro la Guinea-Bissau, la squadra perse 1-0 contro la Nigeria e per 4-0 contro la Guinea Equatoriale, chiudendo il girone al terzo posto con 3 punti. Il piazzamento parve segnare una precoce quanto bruciante eliminazione al primo turno, ma avendo le due peggiori terze (Ghana e Zambia) terminato i loro gironi con soli 2 punti, la vittoria contro la Guinea-Bissau bastò ai padroni di casa per rientrare nel lotto delle quattro migliori terze classificate e, quindi, superare il turno. All'esonerato Gasset subentrò ad interim Emerse Faé, sotto la cui guida la squadra eliminò agli ottavi di finale i campioni in carica del Senegal (1-1 dopo i tempi supplementari, 5-4 ai tiri di rigore), ai quarti il Mali (2-1 dopo i tempi supplementari) e in semifinale la RD del Congo (1-0), approdando alla finale, dove ritrovò la Nigeria. Il successo in rimonta per 2-1 ottenuto allo stadio olimpico Alassane Ouattara di Abidjan consentì agli elefanti di conseguire il terzo alloro continentale.

## Colori e simboli

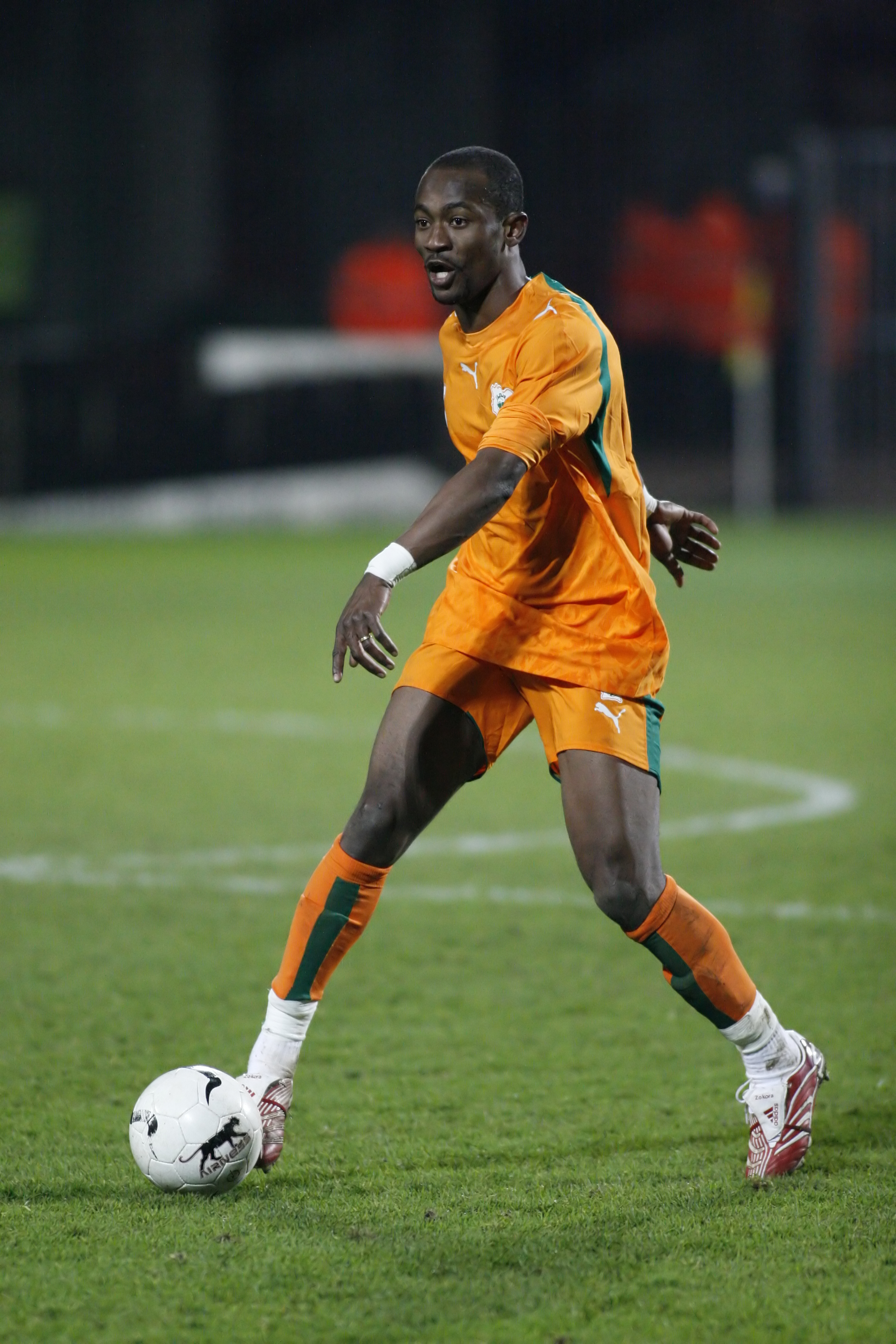
La Costa d'Avorio in totale completo arancione, scelta cromatica divenuta divisa ufficiale dal 2006.

La nazionale ivoriana gioca con i colori della bandiera nazionale: maglia arancione, calzoncini bianchi e calzettoni verdi. Le tonalità di arancione sono variate nel corso degli anni e spesso la squadra scende in campo anche in tenuta monocromatica, tanto da essere considerata ormai la divisa ufficiale degli Elefanti. La divisa da trasferta è solitamente bianca, ma non sono mancate tenute verdi in alcune stagioni oppure a strisce orizzontali bianco verdi, come quella disegnata per il campionato del mondo 2010.
Lo stemma adottato è stato per alcuni anni il medesimo della federcalcio ivoriana, una mappa bianca del paese bordata di arancione, con al centro una testa stilizzata di un elefante in verde. Dal 2010 sulle maglie è riportato uno scudo verde bordato di arancione e bianco, con in alto la scritta «CÔTE D'IVOIRE» e all'interno un elefante bianco che tiene con la proboscide un pallone su cui è inscritto l'acronimo della federazione, «FIF». L'animale, simbolo che dà il soprannome ai membri della nazionale, è stato impresso come ombreggiatura sul lato basso delle divise del campionato del mondo 2006 ed è stato disegnato anche sulla spalla di quelle utilizzate per le Coppe d'Africa 2012 e 2013.
Dal 2005 il fornitore tecnico della Costa d'Avorio è Puma, con la quale la federazione ha firmato un contratto valido fino al 2018.

### Divise storiche
| Coppa d'Africa 1992                                                                                 | Coppa d'Africa 1992 | Coppa d'Africa 1992 | Coppa d'Africa 1992 |
| --------------------------------------------------------------------------------------------------- | --- | ------------------- | ------------------- |
| Casa                                                                                                | Trasferta |                     |                     |
| Manica sinistra · Maglietta · Manica destra · Pantaloncini · Pantaloncini · Calzettoni · Calzettoni | Manica sinistra · Manica sinistra · Maglietta · Maglietta · Manica destra · Manica destra · Pantaloncini · Pantaloncini · Calzettoni · Calzettoni |                     |                     |
| adidas                                                                                              | |                     |                     |

| Coppa re Fahd 1992 | Coppa re Fahd 1992                                                                  | Coppa re Fahd 1992 | Coppa re Fahd 1992 |
| --- | ----------------------------------------------------------------------------------- | ------------------ | ------------------ |
| Casa | Trasferta                                                                           |                    |                    |
| Manica sinistra · Manica sinistra · Maglietta · Maglietta · Manica destra · Manica destra · Pantaloncini · Pantaloncini · Calzettoni | Manica sinistra · Maglietta · Maglietta · Manica destra · Pantaloncini · Calzettoni |                    |                    |
| Ennerre |                                                                                     |                    |                    |

| Mondiali 2006 | Mondiali 2006 | Mondiali 2006 | Mondiali 2006 |
| --- | --- | ------------- | ------------- |
| Casa | Trasferta |               |               |
| Manica sinistra · Manica sinistra · Maglietta · Maglietta · Manica destra · Manica destra · Pantaloncini · Pantaloncini · Calzettoni | Manica sinistra · Manica sinistra · Maglietta · Maglietta · Manica destra · Manica destra · Pantaloncini · Pantaloncini · Calzettoni |               |               |
| Puma | |               |               |

| Coppa d'Africa 2008                                                                                                   | Coppa d'Africa 2008                                                                                                   | Coppa d'Africa 2008 | Coppa d'Africa 2008 |
| --- | --- | ------------------- | ------------------- |
| Casa | Trasferta |                     |                     |
| Manica sinistra · Manica sinistra · Maglietta · Maglietta · Manica destra · Manica destra · Pantaloncini · Calzettoni | Manica sinistra · Manica sinistra · Maglietta · Maglietta · Manica destra · Manica destra · Pantaloncini · Calzettoni |                     |                     |
| Puma | |                     |                     |

| Mondiali 2010 | Mondiali 2010 | Mondiali 2010 | Mondiali 2010 |
| --- | --- | ------------- | ------------- |
| Casa | Trasferta |               |               |
| Manica sinistra · Manica sinistra · Maglietta · Maglietta · Manica destra · Manica destra · Pantaloncini · Pantaloncini · Calzettoni · Calzettoni | Manica sinistra · Manica sinistra · Maglietta · Maglietta · Manica destra · Manica destra · Pantaloncini · Pantaloncini · Calzettoni · Calzettoni |               |               |
| Puma | |               |               |

| Coppa d'Africa 2012-2013                                                                         | Coppa d'Africa 2012-2013                                                                         | Coppa d'Africa 2012-2013 | Coppa d'Africa 2012-2013 |
| ------------------------------------------------------------------------------------------------ | ------------------------------------------------------------------------------------------------ | ------------------------ | ------------------------ |
| Casa                                                                                             | Trasferta                                                                                        |                          |                          |
| Manica sinistra · Maglietta · Maglietta · Manica destra · Pantaloncini · Calzettoni · Calzettoni | Manica sinistra · Maglietta · Maglietta · Manica destra · Pantaloncini · Calzettoni · Calzettoni |                          |                          |
| Puma                                                                                             |                                                                                                  |                          |                          |

| 2014-2015 | 2014-2015 | 2014-2015 | 2014-2015 |
| --- | --- | --------- | --------- |
| Casa | Trasferta |           |           |
| Manica sinistra · Manica sinistra · Maglietta · Maglietta · Manica destra · Manica destra · Pantaloncini · Calzettoni | Manica sinistra · Manica sinistra · Maglietta · Maglietta · Manica destra · Manica destra · Pantaloncini · Calzettoni |           |           |
| Puma | |           |           |

| Coppa d'Africa 2017 | Coppa d'Africa 2017 | Coppa d'Africa 2017 | Coppa d'Africa 2017 |
| --- | --- | ------------------- | ------------------- |
| Casa | Trasferta |                     |                     |
| Manica sinistra · Manica sinistra · Maglietta · Maglietta · Manica destra · Manica destra · Pantaloncini · Pantaloncini · Calzettoni · Calzettoni | Manica sinistra · Manica sinistra · Maglietta · Maglietta · Manica destra · Manica destra · Pantaloncini · Pantaloncini · Calzettoni · Calzettoni |                     |                     |
| Puma | |                     |                     |

| Coppa d'Africa 2019                                                                                                   | Coppa d'Africa 2019 | Coppa d'Africa 2019 | Coppa d'Africa 2019 |
| --- | --- | ------------------- | ------------------- |
| Casa | Trasferta |                     |                     |
| Manica sinistra · Manica sinistra · Maglietta · Maglietta · Manica destra · Manica destra · Pantaloncini · Calzettoni | Manica sinistra · Manica sinistra · Maglietta · Maglietta · Manica destra · Manica destra · Pantaloncini · Calzettoni · Calzettoni |                     |                     |
| Puma | |                     |                     |

| Coppa d'Africa 2021 | Coppa d'Africa 2021 | Coppa d'Africa 2021 | Coppa d'Africa 2021 |
| --- | --- | ------------------- | ------------------- |
| Casa | Trasferta |                     |                     |
| Manica sinistra · Manica sinistra · Maglietta · Maglietta · Manica destra · Manica destra · Pantaloncini · Pantaloncini · Calzettoni · Calzettoni | Manica sinistra · Manica sinistra · Maglietta · Maglietta · Manica destra · Manica destra · Pantaloncini · Calzettoni · Calzettoni |                     |                     |
| Puma | |                     |                     |

## Impianti e strutture

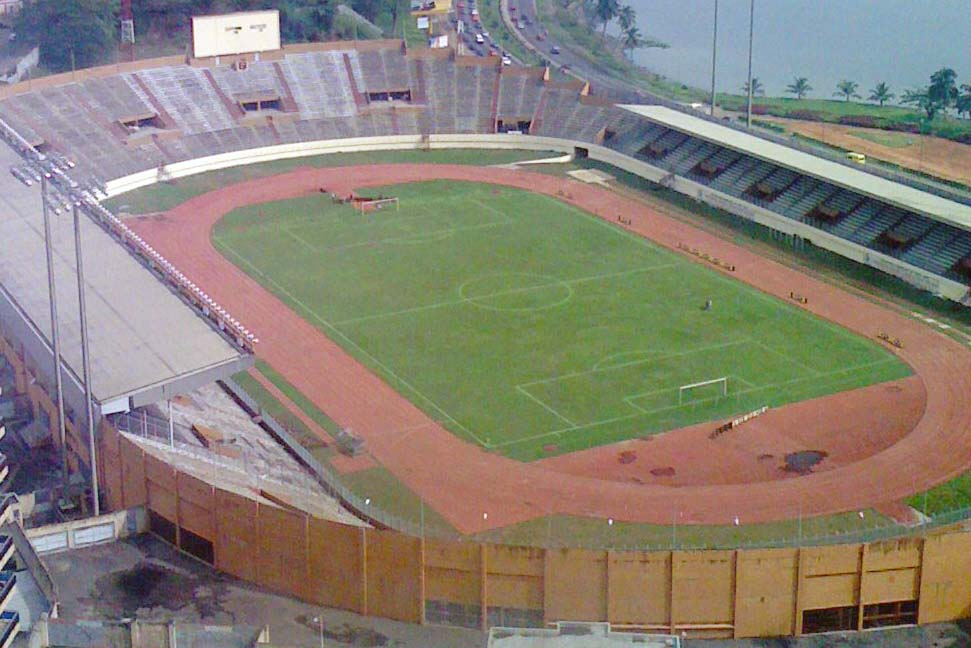
Lo stadio Félix Houphouët-Boigny, impianto casalingo della nazionale.

La Costa d'Avorio gioca le partite interne allo stadio Félix Houphouët-Boigny, soprannominato Le Félicia, un impianto sportivo polivalente intitolato nel 1964 al primo presidente della repubblica ivoriana, Félix Houphouët-Boigny. Situato nel quartiere Le Plateau di Abidjan, la capitale ivoriana, ha una capacità di circa 45 000 spettatori. Lo stadio è condiviso con la squadra dell'ASEC Mimosas. Ha ospitato alcune partite della Coppa d'Africa 1984, fra cui quelle del primo turno della nazionale di casa, contro il Camerun, nazionale vincitrice del torneo, l'Egitto, quarto classificato, e il Togo.
Per i ritiri e le sessioni di allenamento, la nazionale usufruisce del centro tecnico federale situato a Bingerville, inaugurato nel 2010.

## Record di squadra
La Costa d'Avorio ha partecipato, vincendo, ai due confronti internazionali finiti con la serie di tiri di rigore più lunghe della storia del calcio, precisamente alla Coppa d'Africa 1992 contro il Ghana, piegato dopo un estenuante 11-10, e nei quarti di finale della Coppa d'Africa 2006 contro il Camerun, che cadde solo dopo ben 24 esecuzioni dal dischetto, con il risultato di 12-11. Allo stesso modo la Costa d'Avorio perse la finale della Coppa d'Africa 2012 contro lo Zambia, per 8-7 dopo 18 rigori, di cui due sbagliati da Kolo Touré e Gervinho (oltre all'errore dal dischetto, nei tempi regolamentari, del capitano Didier Drogba).

## Palmarès
- Coppa d'Africa: 3

Senegal 1992, Guinea Equatoriale 2015, Costa d'Avorio 2023
- Coppa CEDEAO: 3

Costa d'Avorio 1983, Liberia 1987, Costa d'Avorio 1991

## Partecipazioni ai tornei internazionali
Legenda: Grassetto: Risultato migliore, Corsivo: Mancate partecipazioni

- 2002 - Cancellata
- 2010 - Non partecipante
- 2011 - Ritirata
- 2013 - Non partecipante
- 2017 - Secondo turno
- 2019 - Semifinali

## Statistiche dettagliate sui tornei internazionali

### Mondiali
| Anno | Luogo                    | Piazzamento     | V | N | P | Gol |
| ---- | ------------------------ | --------------- | - | - | - | --- |
| 1930 | Uruguay                  | Non iscritta    | - | - | - | -   |
| 1934 | Italia                   | Non iscritta    | - | - | - | -   |
| 1938 | Francia                  | Non iscritta    | - | - | - | -   |
| 1950 | Brasile                  | Non iscritta    | - | - | - | -   |
| 1954 | Svizzera                 | Non iscritta    | - | - | - | -   |
| 1958 | Svezia                   | Non iscritta    | - | - | - | -   |
| 1962 | Cile                     | Non iscritta    | - | - | - | -   |
| 1966 | Inghilterra              | Non iscritta    | - | - | - | -   |
| 1970 | Messico                  | Non iscritta    | - | - | - | -   |
| 1974 | Germania Ovest           | Non qualificata | - | - | - | -   |
| 1978 | Argentina                | Non qualificata | - | - | - | -   |
| 1982 | Spagna                   | Non iscritta    | - | - | - | -   |
| 1986 | Messico                  | Non qualificata | - | - | - | -   |
| 1990 | Italia                   | Non qualificata | - | - | - | -   |
| 1994 | Stati Uniti              | Non qualificata | - | - | - | -   |
| 1998 | Francia                  | Non qualificata | - | - | - | -   |
| 2002 | Giappone / Corea del Sud | Non qualificata | - | - | - | -   |
| 2006 | Germania                 | Primo turno     | 1 | 0 | 2 | 5:6 |
| 2010 | Sudafrica                | Primo turno     | 1 | 1 | 1 | 4:3 |
| 2014 | Brasile                  | Primo turno     | 1 | 0 | 2 | 4:5 |
| 2018 | Russia                   | Non qualificata | - | - | - | -   |
| 2022 | Qatar                    | Non qualificata | - | - | - | -   |

### Coppa d'Africa
| Anno | Luogo                      | Piazzamento      | V | N | P | Gol  |
| ---- | -------------------------- | ---------------- | - | - | - | ---- |
| 1957 | Sudan                      | Non partecipante | - | - | - | -    |
| 1959 | Rep. Araba Unita           | Non partecipante | - | - | - | -    |
| 1962 | Impero d'Etiopia           | Non partecipante | - | - | - | -    |
| 1963 | Ghana                      | Non partecipante | - | - | - | -    |
| 1965 | Tunisia                    | Terzo posto      | 2 | 0 | 1 | 5:4  |
| 1968 | Impero d'Etiopia           | Terzo posto      | 3 | 0 | 2 | 9:7  |
| 1970 | Sudan                      | Quarto posto     | 2 | 0 | 3 | 11:9 |
| 1972 | Camerun                    | Non qualificata  | - | - | - | -    |
| 1974 | Egitto                     | Primo turno      | 0 | 1 | 2 | 2:5  |
| 1976 | Etiopia                    | Non qualificata  | - | - | - | -    |
| 1978 | Ghana                      | Squalificata     | - | - | - | -    |
| 1980 | Nigeria                    | Primo turno      | 0 | 2 | 1 | 2:3  |
| 1982 | Libia                      | Non partecipante | - | - | - | -    |
| 1984 | Costa d'Avorio             | Primo turno      | 1 | 0 | 2 | 4:4  |
| 1986 | Egitto                     | Terzo posto      | 3 | 0 | 2 | 7:5  |
| 1988 | Marocco                    | Primo turno      | 0 | 3 | 0 | 2:2  |
| 1990 | Algeria                    | Primo turno      | 1 | 0 | 2 | 3:4  |
| 1992 | Senegal                    | Campione         | 5 | 0 | 0 | 7:1  |
| 1994 | Tunisia                    | Terzo posto      | 3 | 0 | 2 | 11:5 |
| 1996 | Sudafrica                  | Primo turno      | 1 | 0 | 2 | 2:5  |
| 1998 | Burkina Faso               | Quarti di finale | 2 | 1 | 1 | 10:6 |
| 2000 | Ghana / Nigeria            | Primo turno      | 1 | 1 | 1 | 3:4  |
| 2002 | Mali                       | Primo turno      | 0 | 1 | 2 | 1:4  |
| 2004 | Tunisia                    | Non qualificata  | - | - | - | -    |
| 2006 | Egitto                     | Secondo posto    | 4 | 0 | 2 | 6:5  |
| 2008 | Ghana                      | Quarto posto     | 3 | 0 | 3 | 16:9 |
| 2010 | Angola                     | Quarti di finale | 1 | 1 | 1 | 5:4  |
| 2012 | Gabon / Guinea Equatoriale | Secondo posto    | 5 | 1 | 0 | 9:0  |
| 2013 | Sudafrica                  | Quarti di finale | 2 | 1 | 1 | 8:5  |
| 2015 | Guinea Equatoriale         | Campione         | 3 | 3 | 0 | 9:4  |
| 2017 | Gabon                      | Primo turno      | 0 | 2 | 1 | 2:3  |
| 2019 | Egitto                     | Quarti di finale | 2 | 1 | 1 | 7:3  |
| 2021 | Camerun                    | Ottavi di finale | 2 | 2 | 0 | 6:3  |
| 2023 | Costa d'Avorio             | Campione         | 4 | 1 | 2 | 8:8  |

### Confederations Cup
| Anno | Luogo                    | Piazzamento     | V | N | P | Gol |
| ---- | ------------------------ | --------------- | - | - | - | --- |
| 1992 | Arabia Saudita           | Quarto posto    | 0 | 0 | 2 | 2:9 |
| 1995 | Arabia Saudita           | Non qualificata | - | - | - | -   |
| 1997 | Arabia Saudita           | Non qualificata | - | - | - | -   |
| 1999 | Messico                  | Non qualificata | - | - | - | -   |
| 2001 | Corea del Sud / Giappone | Non qualificata | - | - | - | -   |
| 2003 | Francia                  | Non qualificata | - | - | - | -   |
| 2005 | Germania                 | Non qualificata | - | - | - | -   |
| 2009 | Sudafrica                | Non qualificata | - | - | - | -   |
| 2013 | Brasile                  | Non qualificata | - | - | - | -   |
| 2017 | Russia                   | Non qualificata | - | - | - | -   |

## Tutte le rose

### Mondiali
Coppa del Mondo FIFA 20061 Tizié, 2 Akalé, 3 Boka, 4 K. Touré, 5 Zokora, 6 Kouassi, 7 Faé, 8 Kalou, 9 A. Koné, 10 Yapi Yapo, 11 Drogba, 12 Méïté, 13 Zoro, 14 B. Koné, 15 Dindane, 16 Gnanhouan, 17 Domoraud, 18 Keïta, 19 Y. Touré, 20 Demel, 21 Eboué, 22 Romaric, 23 Barry, CT: Michel
Coppa del Mondo FIFA 20101 Barry, 2 Angoua, 3 Boka, 4 K. Touré, 5 Zokora, 6 Gohouri, 7 Doumbia, 8 Kalou, 9 Tioté, 10 Gervinho, 11 Drogba, 12 Gosso, 13 Romaric, 14 Koné, 15 Dindane, 16 Zogbo, 17 Tiéné, 18 Keïta, 19 Y. Touré, 20 Demel, 21 Eboué, 22 Bamba, 23 Yeboah, CT: Eriksson
Coppa del Mondo FIFA 20141 Barry, 2 Viera, 3 Boka, 4 K. Touré, 5 Zokora, 6 Bolly, 7 Akpa-Akpro, 8 Kalou, 9 Tioté, 10 Gervinho, 11 Drogba, 12 Bony, 13 Ya Konan, 14 Diomandé, 15 Gradel, 16 Gbohouo, 17 Aurier, 18 Djakpa, 19 Y. Touré, 20 Dié, 21 Sio, 22 Bamba, 23 Sayouba, CT: Lamouchi

### Coppa d'Africa
Coppa d'Africa 1988P Gbolié, P Gouméné, D Diaby, D Diecket, D Hobou, D Kouamé, D Lago, D Ruffin, D Zahui, C Ben Salah, C Gadji-Celi, C Fofana, C Maguy, C Miézan, C Otokoré, C Zahoui, A Gba, A Traoré, A Yao, CT: Yeo
Coppa d'Africa 1990P Gouaméné, D Aka Kouamé, D Diaby, D Hobou, D Lignon, D Lué, D Tiero, C Amani, C Ben Salah, C Fofana, C Gadji-Celi, C Maguy, C Miézan, A Kassi-Kouadio, A Traoré, A Yohoua, CT: Ognjanović
Coppa d'Africa 1992P Doumbia, P Gouaméné, P Konaté, D Aka Kouamé, D Dao, D Hobou, D Lignon, D Ouattara, D Lué, D Abouo, D Diaby, C Ben Salah, C Gadji-Celi, C Kassi-Kouadio, C Maguy, C Otokoré, C Sié, A Fofana, A Tiéhi, A A. Traoré, A M. Traoré, A Yago, CT: Yeo
Coppa d'Africa 1994P Gouaméné, P Konaté, P Macaire, D Abouo, D Aka Kouamé, D Dao, D Fallet, D Gbahou, D Hobou, C C. Amani, C Badra, C Komara, C Guel, C Clofie, C Maguy, C Sié, A Y. Amani, A Bassole, A Yago, A Ouattara, A Tiéhi, A Traoré, CT: Kasperczak
Coppa d'Africa 1996P Diarra, P Gouaméné, P Macaire, D Aka Kouamé, D Akassou, D Dao, D Domoraud, D Gneto, D Kamara, D Kouassi, D Lué, C Badra, C Clofie, C Dié, C Guel, C Koné, C Sié, A Bakayoko, A Bassole, A Tiéhi, A A. Traoré, A M. Traoré, CT: Pleimelding
Coppa d'Africa 19981 Gouaméné, 2 Diomandé, 3 Zéré, 4 Diabaté, 5 Akassou, 6 Dao, 7 Tiéhi, 8 Angan, 9 Kalou, 10 Traoré, 11 Koné, 12 Konaté, 13 Badra, 14 Guel, 15 Dibo, 16 Diarra, 17 Domoraud, 18 Ouattara, 19 Kouassi, 20 Bakayoko, 21 Sié, 22 Lassissi, CT: Nouzaret
Coppa d'Africa 20001 Gouaméné, 2 Dao, 3 Zéré, 4 Diabaté, 5 Akassou, 6 Tébily, 7 Koné, 8 Angan, 9 Kouassi, 10 Bakayoko, 11 Diallo, 12 Dié, 13 Badra, 14 Guel, 15 Kalou, 16 Diarra, 17 Domoraud, 18 Dago, 19 Abouo, 20 Zoko, 21 Sié, 22 Tizié, CT: Martin
Coppa d'Africa 20021 Konaté, 2 Touré, 3 Coulibaly, 4 Diabaté, 5 Akassou, 6 Bl. Kouassi, 7 Guel, 8 Koné, 9 Traoré, 10 Bakayoko, 11 Kante, 12 Keïta, 13 Badra, 14 Dindane, 15 Kalou, 16 Barry, 17 Yapi Yapo, 18 Djire, 19 Zokora, 20 Tiéné, 21 Zoko, 22 Be. Kouassi, CT: Bamba
Coppa d'Africa 20061 Tizié, 2 Akalé, 3 Boka, 4 K. Touré, 5 Zokora, 6 Kouassi, 7 Kalou, 9 A. Koné, 10 Yapi Yapo, 11 Drogba, 12 Méïté, 13 Zoro, 14 B. Koné, 15 Dindane, 16 Gnanhouan, 17 Domoraud, 18 Tiéné, 19 Y. Touré, 20 Demel, 21 Eboué, 22 Romaric, 23 Barry, CT: Michel
Coppa d'Africa 20081 Barry, 2 Djakpa, 3 Boka, 4 K. Touré, 5 Zokora, 6 Gohouri, 7 Faé, 8 Kalou, 9 A. Koné, 10 Gervinho, 11 Drogba, 12 Méïté, 13 Romaric, 14 B. Koné, 15 Dindane, 16 Loboué, 17 Tiéné, 18 Keïta, 19 Y. Touré, 20 Sanogo, 21 Eboué, 22 Zoro, 23 T. Koné, CT: Gili
Coppa d'Africa 20101 Barry, 2 Angoua, 3 Boka, 4 K. Touré, 5 Zokora, 6 Y. Touré, 7 Faé, 8 Kalou, 9 Tioté, 10 Gervinho, 11 Drogba, 12 Méïté, 13 Gosso, 14 B. Koné, 15 Dindane, 16 Zogbo, 17 Tiéné, 18 Keïta, 19 E. Koné, 20 Demel, 21 Eboué, 22 Bamba, 23 Angban, CT: Halilhodžić
Coppa d'Africa 20121 Barry, 2 Angoua, 3 Boka, 4 K. Touré, 5 Zokora, 6 Gosso, 7 Doumbia, 8 Kalou, 9 Tioté, 10 Gervinho, 11 Drogba, 12 Bony, 13 Ya Konan, 14 Coulibaly, 15 Gradel, 16 Yeboah, 17 Tiéné, 18 Keïta, 19 Y. Touré, 20 Lolo, 21 Eboué, 22 Bamba, 23 Gnanhouan, CT: Zahoui
Coppa d'Africa 20131 Barry, 2 Koné, 3 Boka, 4 K. Touré, 5 Zokora, 6 Romaric, 7 Razak, 8 Kalou, 9 Tioté, 10 Gervinho, 11 Drogba, 12 Bony, 13 Ya Konan, 14 I. Traoré, 15 Gradel, 16 Yeboah, 17 Tiéné, 18 L. Traoré, 19 Y. Touré, 20 Lolo, 21 Eboué, 22 Bamba, 23 Sangaré, CT: Lamouchi
Coppa d'Africa 20151 Barry, 2 Viera, 3 Assalé, 4 K. Touré, 5 Tiéné, 6 Doukouré, 7 Doumbia, 8 Kalou, 9 Tioté, 10 Gervinho, 11 Tallo, 12 Bony, 13 Akpa-Akpro, 14 Diomandé, 15 Gradel, 16 Gbohouo, 17 Aurier, 18 Traoré, 19 Y. Touré, 20 Dié, 21 Eric, 22 Kanon, 23 Sayouba, CT: Renard
Coppa d'Africa 20171 Sayouba, 2 Pépé, 3 N'Guessan, 4 Koné, 5 Kanon, 6 Seri, 7 Angban, 8 Kalou, 9 Zaha, 10 Doukouré, 11 Kessié, 12 Bony, 13 Sio, 14 Kodjia, 15 Gradel, 16 Gbohouo, 17 Aurier, 18 Traoré, 19 Deli, 20 Dié, 21 Bailly, 22 Bagayoko, 23 Sangaré, CT: Dussuyer
Coppa d'Africa 20191 Eliezer, 2 Coulibaly, 3 Doumbia, 4 Gbamin, 5 Kanon, 6 Traoré, 7 Angban, 8 Kessié, 9 Zaha, 10 Seri, 11 Cornet, 12 Bony, 13 Assalé, 14 Kodjia, 15 Gradel, 16 Gbohouo, 17 Aurier, 18 I. Sangaré, 19 Pépé, 20 Dié, 21 Comara, 22 Bagayoko, 23 B. A. Sangaré, CT: Kamara
Coppa d'Africa 20211 Eliezer, 2 Konaté, 3 Konan, 4 Seri, 5 Kanon, 6 Ouattara, 7 Kossounou, 8 Kessié, 9 Zaha, 10 Kouassi, 11 Cornet, 12 Maïga, 13 Boga, 14 Deli, 15 Gradel, 16 Gbohouo, 17 Aurier, 18 I. Sangaré, 19 Pépé, 20 Dié, 21 Bailly, 22 Haller, 23 B. Sangaré, 24 Kouamé, 25 Traorè, 26 Cissé, 27 Akpa-Akpro, 28 Boli, 29 Edan, CT: Beaumelle
Coppa d'Africa 20231 Y. Fofana, 2 Diomande, 3 Konan, 4 Seri, 5 Singo, 6 S. Fofana, 7 Kossounou, 8 Kessié, 9 Bamba, 10 Konaté, 11 Krasso, 12 Boly, 13 Boga, 14 Diakité, 15 Gradel, 16 Ayayi, 17 Aurier, 18 Sangaré, 19 Pépé, 20 Kouamé, 21 N'Dicka, 22 Haller, 23 Sangaré, 24 Adingra, 25 Doumbia, 26 Diallo, 27 Lazare, CT: Gasset, poi Faé

### Confederations Cup
Coppa re Fahd 19921 Gouaméné, 2 Aka Kouamé, 3 Hobou, 4 Koné, 5 Lué, 6 Diaby, 7 Gadji-Celi, 8 Ben Salah, 10 Traoré, 12 Lignon, 14 Kassi-Kouadio, 16 Konaté, 17 Maguy, 18 Beugré Yago, 19 Abouo, 20 Bede, 21 Sié, 22 Dao, CT: Yeo

### Giochi olimpici
NOTA: per le informazioni sulle rose successive al 1948 visionare la pagina della Nazionale olimpica.

## Rosa attuale
Lista dei giocatori convocati per le Qualificazioni alla Coppa delle nazioni africane 2025 del 15 e 19 novembre 2024 contro Zambia e Ciad.
Presenze e reti aggiornate al termine della seconda gara.
|  | P | Badra Ali Sangaré    | 30 maggio 1986   | 29 | -29 | Sekhukhune United    |  |  |
|  | P | Yahia Fofana         | 21 agosto 2000   | 23 | -16 | Angers               |  |  |
|  | P | Ira Tapé             | 31 agosto 1997   | 2  | -2  | TS Galaxy            |  |  |
|  |   |                      |                  |    |     |                      |  |  |
|  | D | Wilfried Singo       | 25 dicembre 2000 | 28 | 0   | Monaco               |  |  |
|  | D | Evan N'Dicka         | 20 agosto 1999   | 21 | 0   | Roma                 |  |  |
|  | D | Emmanuel Agbadou     | 7 giugno 1997    | 12 | 1   | Wolverhampton        |  |  |
|  | D | Sinaly Diomandé      | 9 aprile 2001    | 10 | 0   | Auxerre              |  |  |
|  | D | Hassane Kamara       | 5 marzo 1994     | 9  | 0   | Udinese              |  |  |
|  | D | Ousmane Diomande     | 4 dicembre 2003  | 9  | 1   | Sporting Lisbona     |  |  |
|  | D | Guéla Doué           | 17 ottobre 2002  | 7  | 1   | Strasburgo           |  |  |
|  | D | Christopher Operi    | 29 aprile 1997   | 7  | 0   | İstanbul Başakşehir  |  |  |
|  |   |                      |                  |    |     |                      |  |  |
|  | C | Franck Kessié        | 19 dicembre 1996 | 87 | 13  | Al-Ahli              |  |  |
|  | C | Seko Fofana          | 7 maggio 1995    | 23 | 7   | Rennes               |  |  |
|  | C | Hamed Traorè         | 16 febbraio 2000 | 12 | 2   | Auxerre              |  |  |
|  | C | Lazare Amani         | 7 marzo 1998     | 7  | 1   | Union Saint-Gilloise |  |  |
|  | C | Jean-Eudes Aholou    | 20 marzo 1994    | 6  | 0   | Angers               |  |  |
|  | C | Mario Dorgeles       | 7 agosto 2004    | 3  | 0   | Nordsjælland         |  |  |
|  |   |                      |                  |    |     |                      |  |  |
|  | A | Nicolas Pépé         | 29 maggio 1995   | 47 | 11  | Villarreal           |  |  |
|  | A | Jérémie Boga         | 3 gennaio 1997   | 23 | 2   | Nizza                |  |  |
|  | A | Jean-Philippe Krasso | 17 luglio 1997   | 23 | 7   | Paris FC             |  |  |
|  | A | Oumar Diakité        | 20 dicembre 2003 | 21 | 5   | Stade Reims          |  |  |
|  | A | Simon Adingra        | 1º gennaio 2002  | 18 | 3   | Brighton             |  |  |
|  | A | Evann Guessand       | 1º luglio 2001   | 6  | 0   | Nizza                |  |  |
|  | A | Bénie Traoré         | 30 novembre 2002 | 5  | 0   | Basilea              |  |  |
|  | A | Vakoun Bayo          | 10 gennaio 1997  | 4  | 1   | Watford              |  |  |

## Record individuali
Dati aggiornati al 24 marzo 2025.
- I calciatori in grassetto sono ancora attivi con la nazionale.

| Pos. | Giocatore        | Presenze | Reti | Periodo   |
| ---- | ---------------- | -------- | ---- | --------- |
| 1    | Didier Zokora    | 123      | 1    | 2000-2014 |
| 2    | Kolo Touré       | 120      | 7    | 2000-2015 |
| 3    | Max Gradel       | 113      | 18   | 2011-2024 |
| 4    | Didier Drogba    | 105      | 65   | 2002-2014 |
| 5    | Yaya Touré       | 102      | 19   | 2004-2015 |
| 6    | Siaka Tiené      | 100      | 2    | 2000-2015 |
| 7    | Salomon Kalou    | 96       | 27   | 2007-2017 |
| 8    | Serge Aurier     | 93       | 4    | 2013-     |
| 9    | Franck Kessié    | 89       | 13   | 2014-     |
| 10   | Gervinho         | 88       | 23   | 2007-2021 |
| 10   | Abdoulaye Traoré | 88       | 50   | 1984-1996 |

| Pos. | Giocatore         | Reti | Presenze | Periodo   |
| ---- | ----------------- | ---- | -------- | --------- |
| 1    | Didier Drogba     | 65   | 105      | 2002-2014 |
| 2    | Abdoulaye Traoré  | 50   | 88       | 1984-1996 |
| 3    | Salomon Kalou     | 27   | 93       | 2007-2017 |
| 4    | Joël Tiéhi Djohan | 25   | 40       | 1987-1999 |
| 5    | Gervinho          | 23   | 88       | 2007-2021 |
| 6    | Ibrahima Bakayoko | 22   | 40       | 1996-2002 |
| 7    | Yaya Touré        | 19   | 102      | 2004-2015 |
| 7    | Laurent Pokou     | 19   | 62       | 1967-1980 |
| 9    | Aruna Dindane     | 18   | 62       | 2000-2010 |
| 9    | Max Gradel        | 18   | 113      | 2011-2024 |